# Земельное антифашистское вече народного освобождения Боснии и Герцеговины

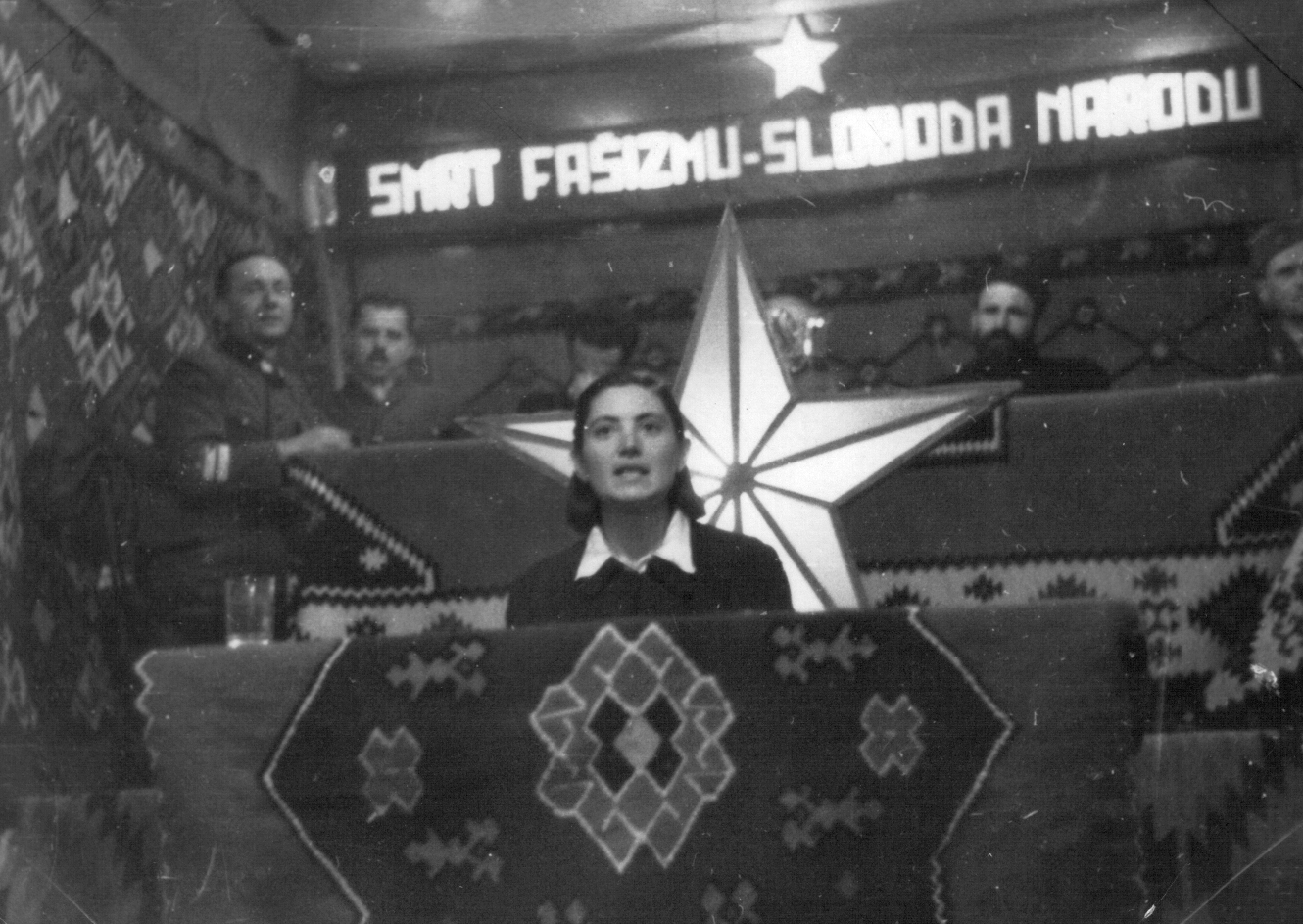
Рада Вранешевич выступает на I сессии ЗАВНОБиГ

Земельное антифашистское вече народного освобождения Боснии и Герцеговины (сербохорв. Земаљско антифашистичко вијеће народног ослобођења Босне и Херцеговине / Zemaljsko antifašističko vijeće Bosne i Hercegovine, серб. Земаљско антифашистичко вијеће народног ослобођења Босне и Херцеговине, босн. и хорв. Zemaljsko antifašističko vijeće narodnog oslobođenja Bosne i Hercegovine), сокращённо ЗАВНОБиГ (сербохорв. ЗАВНОБиХ / ZAVNOBiH, серб. ЗАВНОБиХ, босн. и хорв. ZAVNOBiH) — представительный, законодательный и исполнительный орган, а также руководящий комитет антифашистского партизанского движения Боснии и Герцеговины в период Второй мировой войны. Вече проводило три сессии в своей истории: первая состоялась в Мрконич-Граде 25 ноября 1943 (в Федерации Боснии и Герцеговины этот день отмечается как День государственности), вторая — 30 июня 1944 в Сански-Мосте, третья — 26 апреля 1945 в Сараеве.

## Первая сессия

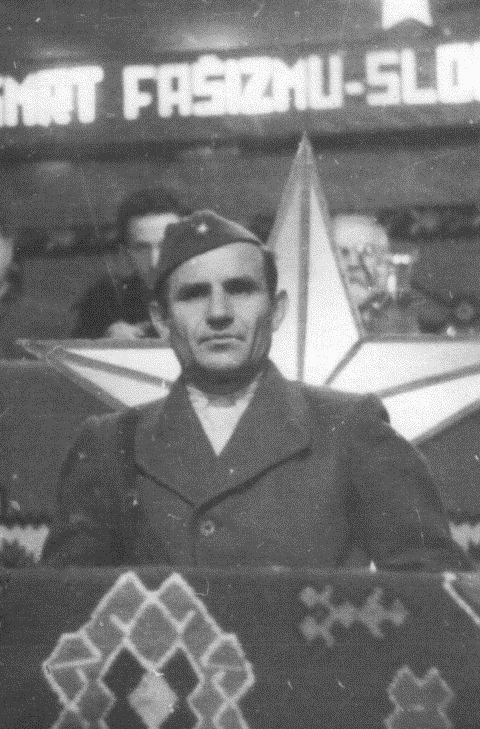
Джуро Пуцар выступает на I сессии

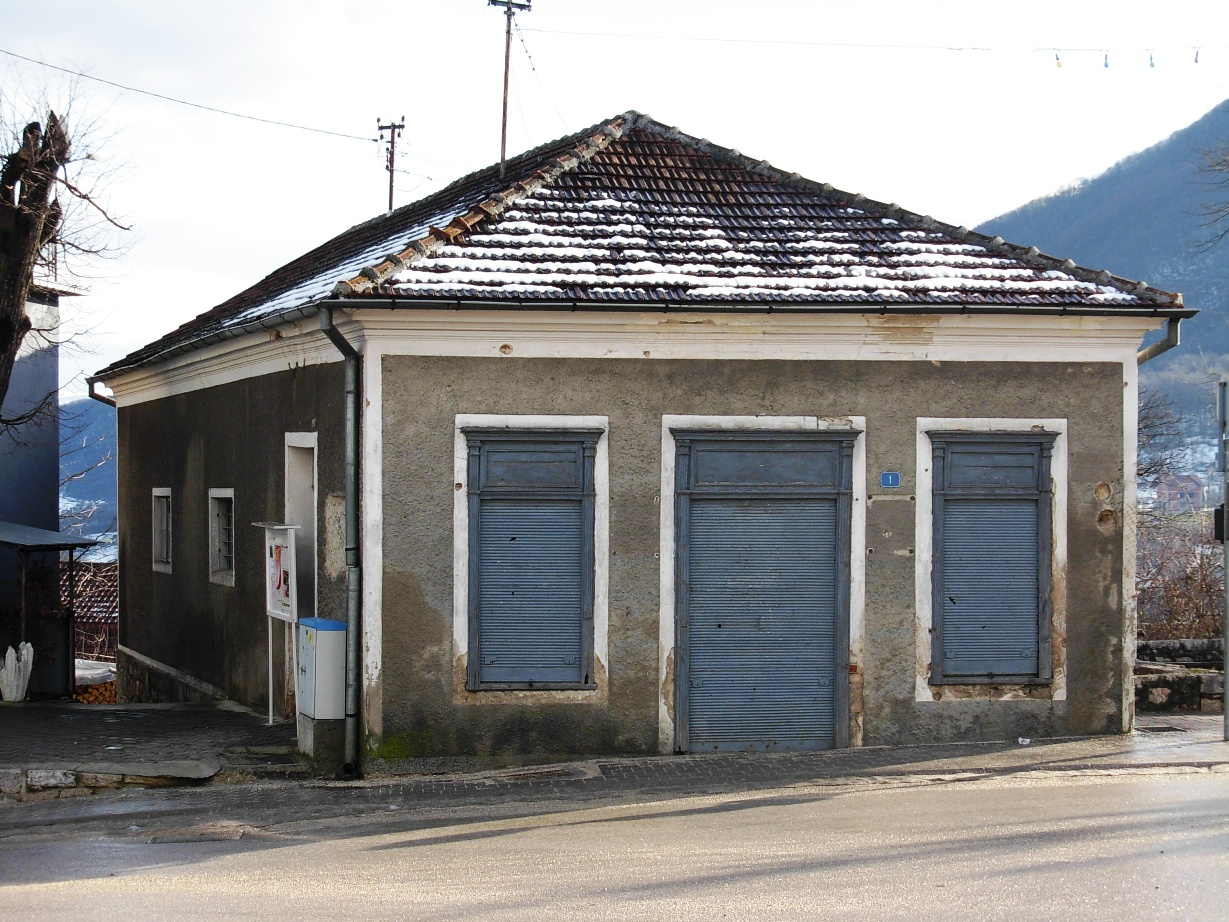
Дом, в котором состоялась I сессия ЗАВНОБиГ

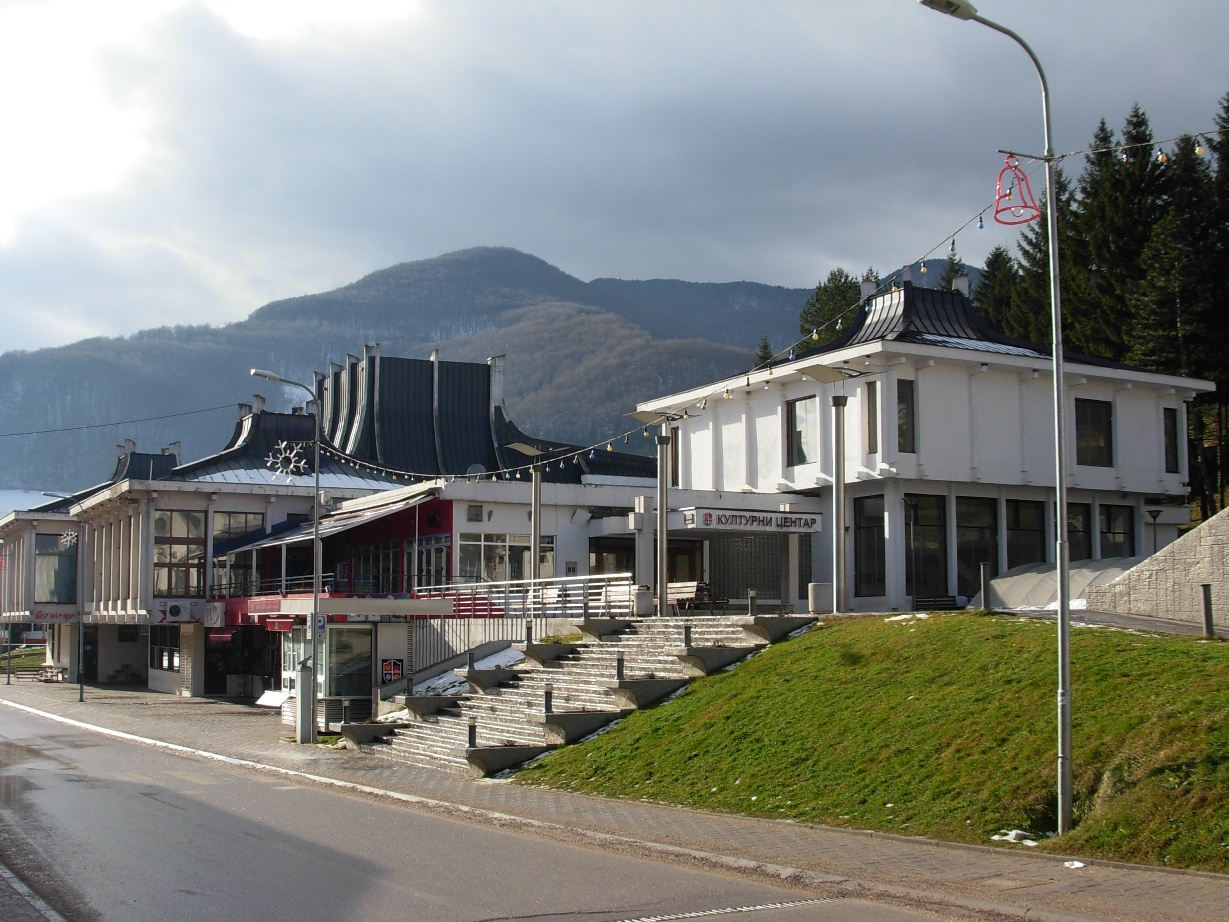
Дом ЗАВНОБиГ

Учредительное собрание и I сессия ЗАВНОБиГ состоялись в Мрконич-Граде 25 ноября 1943 года в 19:00 по местному времени и закончилось этой же ночью 26 ноября в 4 часа утра. На собрании присутствовали 247 партизанских делегатов со всех краёв Боснии и Герцеговины, из которых 173 человека имели право голоса. На I сессии было формально провозглашено, что Земельное антифашистское вече является общеполитическим представительным органом всего Народно-освободительного движения в Боснии и Герцеговины, хотя де-факто оно было и высшим органом власти. Были утверждены Резолюция вече и обращение ко всем народам Боснии и Герцеговины: всем без исключения жителям вне зависимости от национальности и гражданства предлагалось вступить и в Земельное вече Боснии и Герцеговины, и в общеюгославское Антифашистское вече народного освобождения; Боснию обещали сделать землёй, в которой будет гарантировано равноправие крупнейших трёх этнических групп, проживавших на ней — сербов, хорватов и боснийских мусульман.
На сессии избрали делегацию из 58 человек, которые должны были представлять Боснию и Герцеговину на II сессии АВНОЮ, запланированной на 29 ноября 1943. Одновременно был образован Президиум ЗАВНОБиГ, состоявший из 31 человека во главе с врачом Воиславом Кецмановичем из Биелины. В настоящее время дом в Мрконич-Граде, где состоялось I сессия, является музеем (он был открыт 27 ноября 1973 в честь 30-летия вече). Также в Мрконич-Граде есть ещё один музей первой сессии ЗАВНОБиГ.

## Вторая сессия
II сессия ЗАВНОБиГ прошла с 30 июня по 2 июля 1944 года в Сански-Мосте. 1 июля на сессии была принята Декларация о правах граждан Народной Республики Боснии и Герцеговины, в которой утверждалось следующее:

В пламени праведной освободительной войны появилось братство сербов, мусульман и хорватов, и так было создано верное основание свободной и безопасносй Боснии и Герцеговины, равноправной федеральной единицы в Демократической Федеративной Югославии. Впервые в истории сербы, мусульмане и хорваты Боснии и Герцеговины, объединённые в Народно-освободительном движении, вступили на эту дорогу, начали строить свой единый дом, в основу которого были положены кости их лучших сыновей. Впервые в истории они стали кузнецами своих судеб, окончательно решившись раз и навсегда похоронить вековое мрачное и тёмное прошлое и построить государственное единство, в котором они будут жить в равноправии, свободе, мире и благосостоянии.
Оригинальный текст (серб.)У пламену праведног ослободилачког рата искива се братство Срба, Муслимана и Хрвата, и тиме се удара сигуран темељ слободне и збратимљене БиХ, равноправне федералне јединице у Демократској федеративној Југославији. Први пут у историји Срби, Муслимани и Хрвати Босне и Херцеговине, уједињени у Народноослободилачком покрету, ступили су на исти пут, почели да изграђују свој заједнички дом, у чије су темеље узидане кости њихових најбољих синова. Први пут у историји они су постали ковачи своје судбине, чврсто ријешени да једном заувијек сахране вјековну мрачну и тешку прошлост и да изграде државну заједницу у којој ће живјети у равноправности, слободи, миру и благостању.

В заявлениях народно-освободительных комитетов и Земельного антифашистского вече гарантировалось следующее:
1. Равноправие сербов, мусульман и хорватов Народной Республики Боснии и Герцеговины, которая является их единой и неделимой родиной.
2. Свобода вероисповедания и совести, как и равноправие вероисповеданий.
3. Свобода собраний и договоров, обществ и прессы.
4. Личная и общая безопасность граждан, а также свобода частной инициативы в экономической жизни.
5. Равноправие женщин с мужчинами как в политической сфере жизни, так и в других сферах.
6. Выборное право в демократической Боснии и Герцеговины будет реализовано тайным голосованием на основе общего, однозначного и непосредственного права голоса.
7. Активное и пассивное избирательное право, гарантируемое всем совершеннолетним гражданам и гражданкам; они не могут быть лишены этого права.
8. Бойцы Народно-освободительной армии и партизанских отрядов Югославии получают право голоса вне зависимости от возраста.
9. Каждый гражданин имеет право подать жалобу на решение органов власти, а также обратиться к государственным властям с какой-либо просьбой.
10. Никто не может быть осуждён без предварительного судебного следствия.

## Третья сессия
После освобождения партизанами Сараева 26 апреля 1945 состоялась III сессия ЗАВНОБиГ, на которой было подтверждено преобразование вече в Народную скупщину Народной Республики Боснии и Герцеговины.